# Zephyranthes traubii
Zephyranthes traubii är en amaryllisväxtart som först beskrevs av W.Hayw., och fick sitt nu gällande namn av Harold Norman Moldenke. Zephyranthes traubii ingår i släktet Zephyranthes och familjen amaryllisväxter. Inga underarter finns listade i Catalogue of Life.